# Victor Orsel
Pour les articles homonymes, voir Orsel.
Victor Orsel est un peintre français né à Oullins le 25 mai 1795 et mort à Paris le 1er novembre 1850.

## Biographie

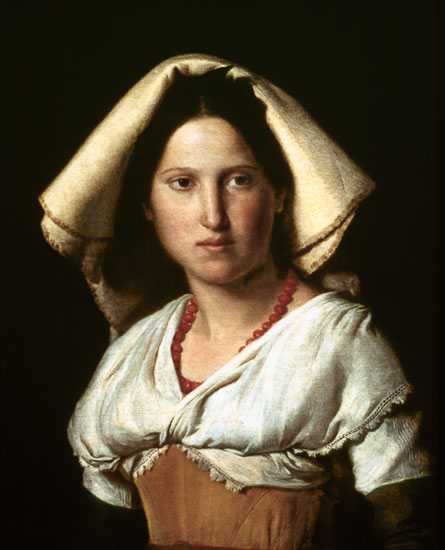
Vittoria Caldoni, années 1820, musée des Beaux-Arts de Lyon.

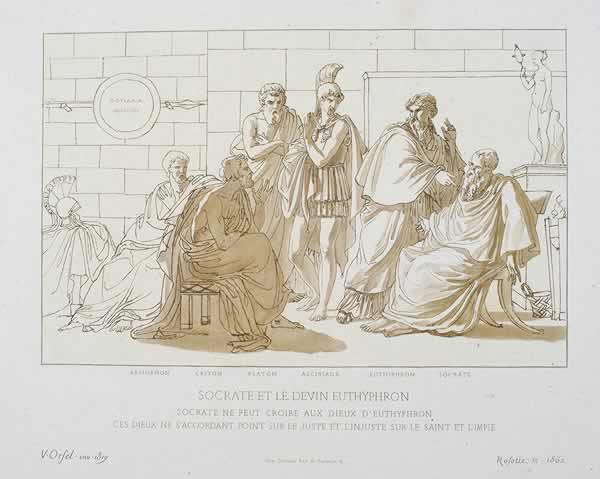
D'après Victor Orsel, Socrate et Euthyphron, estampe, Barnard Castle, Bowes Museum.

André Jacques Victor Orsel est né dans une famille d'ancienne bourgeoisie originaire du Dauphiné, issue de Jean Orcel (1612-1682), marchand , bourgeois de Monêtier-les-Bains, (Hautes-Alpes).
Victor Orsel fut successivement l'élève de Pierre Révoil à l'École impériale des beaux-arts de Lyon en 1809 et de Pierre-Narcisse Guérin à Paris. Il suit ce dernier à Rome lorsqu'il est nommé directeur de la villa Médicis et y passe huit ans, de 1822 à 1830 où il travaille dans l'entourage d'Overbeck et du groupe des nazaréens, et copie les primitifs italiens, ce qui marque son art d'un parti pris archaïsant.
En 1823, il envoya à Lyon le tableau intitulé La Charité et les Pauvres, qui obtint la médaille d'or à l'exposition de l'année. Revenu en France, la Ville de Paris lui commande la décoration de l'église Notre-Dame de-Lorette avec son ami Alphonse Périn, prenant tous les deux Michel Dumas comme assistant. Pour l'espace qui lui était imparti, il choisit d'illustrer les litanies de la Vierge, réparties en 60 tableaux. Il y consacrera les 17 dernières années de sa vie. Ses œuvres les plus célèbres sont Le Bien et le Mal (musée des Beaux-Arts de Lyon) et le Vœu du choléra, ornant le dessus de la porte principale de la basilique Notre-Dame de Fourvière à Lyon.

« Comme il le disait lui-même avec un rare bonheur d'expression, il voulait “BAPTISER L'ART GREC.” Baptiser l'art grec, c'est-à-dire mettre l'âme dans cette forme si belle, si tranquille, si lumineusement sereine, qui semble inaccessible aux souffrances & aux misères humaines, & sous laquelle ces dieux de marbre jouissent “de la plénitude de leur immortalité” comme dit le grand poète de Weimar. »

— Théophile Gautier, « La Chapelle de la Vierge à Notre-Dame-de-Lorette », Moniteur Universel, 15 avril 1854.
Il a formé de nombreux élèves, dont Louis Janmot (1814-1892), François-Frédéric Grobon (1815-1901), Gabriel Tyr (1817-1868) et Louis Stanislas Faivre-Duffer (1818-1897).

## Collections publiques
- Lyon :
  - basilique Notre-Dame de Fourvière : La Ville de Lyon sauvée du choléra, huile sur toile[15].
  - musée des Beaux-Arts :
    - Malade couché, huile sur toile[16] ;
    - Vittoria Caldoni, huile sur toile[17] ;
    - Agar, 1820, huile sur toile[18] ;
    - Adam et Ève auprès du corps d'Abel, vers 1824, huile sur toile[19] ;
    - Le Bien et le Mal, vers 1829, huile sur toile[20] ;
    - Moïse sauvé des eaux, 1830, huile sur toile[21], médaille de première classe en 1831[22] ;
    - Moïse présenté à Pharaon, huile sur toile ;
    - Tête de Jean Baptiste, avant 1851, huile sur toile[23] ;
    - Tête de la ville de Lyon, avant 1851, huile sur toile[24].

  - église Saint-Nizier : La Transfiguration[25].
- Paris :
  - église Saint-Séverin, chapelle de la vierge : peinture murale[26].
  - musée du Louvre, département des arts graphiques :
    - Consolatrix afflictorum - La Vierge consolatrice des affligés, dessin[27] ;
    - Haeresis - L'Hérésie, dessin[28] ;
    - Jeune fille agenouillée, dessin[29] ;
    - Luctus - La Douleur, dessin[30] ;
    - Femme voilée, dessin[31] ;
    - Trois têtes de femmes, dessin[32] ;
    - Têtes d'ange, dessin[33] ;
    - Têtes d'enfant, dessin[34] ;
    - Tête de Vierge, de face, dessin[35] ;
    - Tête de jeune fille, dessin[36] ;
    - Tête de jeune fille et cinq études de mains, dessin[37] ;
    - La pécheresse, estampe[38] ;
    - Portrait d'homme, estampe[39] ;
    - Un chemin conduisant au lac de Némi, estampe[40] ;
    - Saint Barthélemy et saint Pierre, d'après un tableau de l'Académie de Pise, dessin[41] ;
    - Libido - Le Désir, vers 1845-1849, dessin[42] ;
    - Mors - La Mort, vers 1845-1849, dessin[43] ;
    - Salus infirmorum - La Vierge consolatrice des malades, vers 1845-1849, dessin[44].
- Saint-Étienne, église Saint-Louis (ancien couvent des Minimes) : vitraux du chœur, en collaboration avec Gabriel Tyr et Hippolyte Flandrin[45].

## Collections privées référencées
- Kaunas, Fondation Alexandre Vassiliev : Portrait de Pierrette-Marie Simonet , belle-sœur de l'artiste, vers 1820, dessin[46].

## Élèves
- Louis Stanislas Faivre-Duffer (1818-1897).
- Louis Janmot, à Paris.
- Gabriel Tyr.
- Jacques Pilliard[47].

Œuvres de Victor Orsel
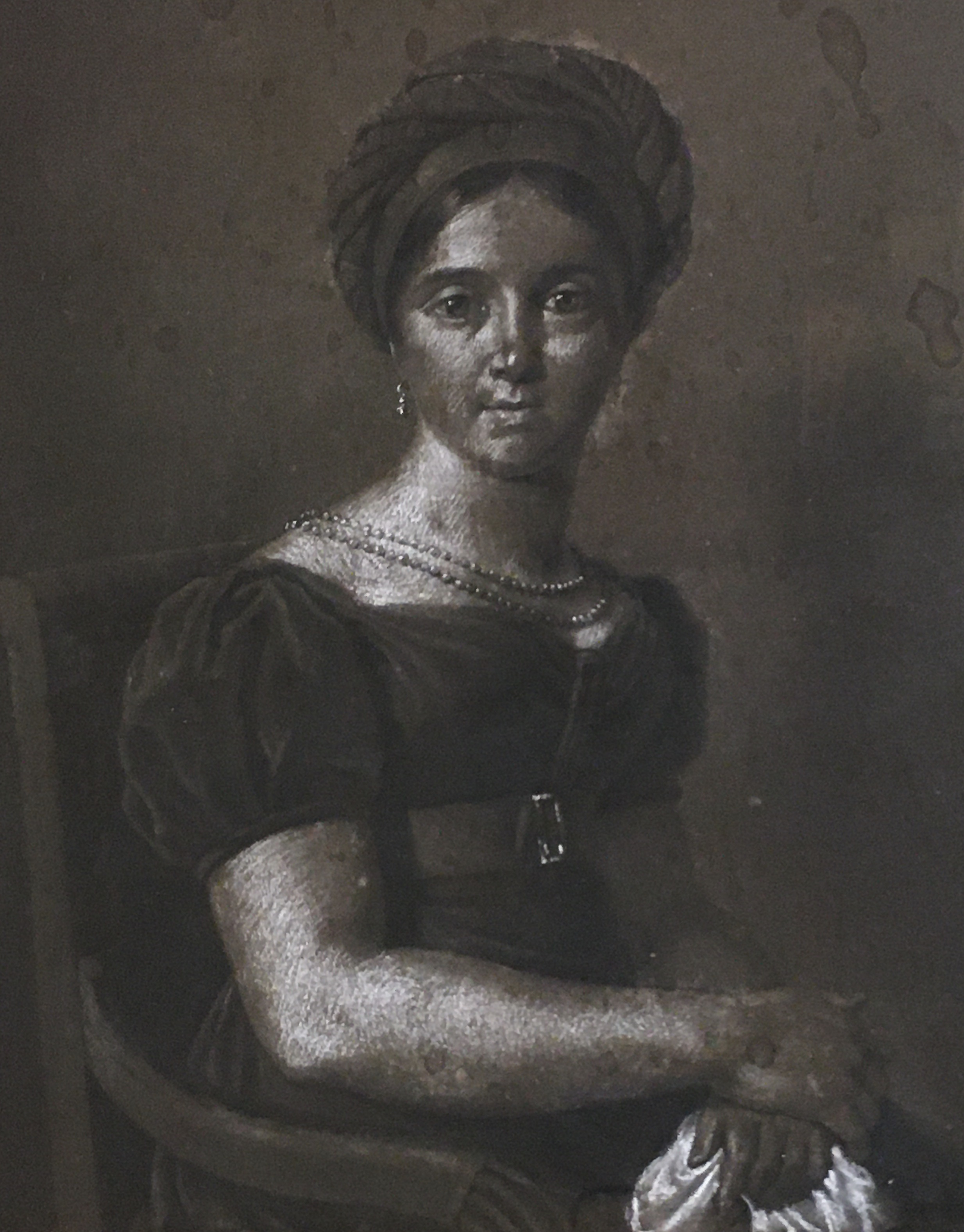
Portrait de Pierrette-Marie Simonet, vers 1820, Kaunas, Fondation Alexandre Vassiliev.
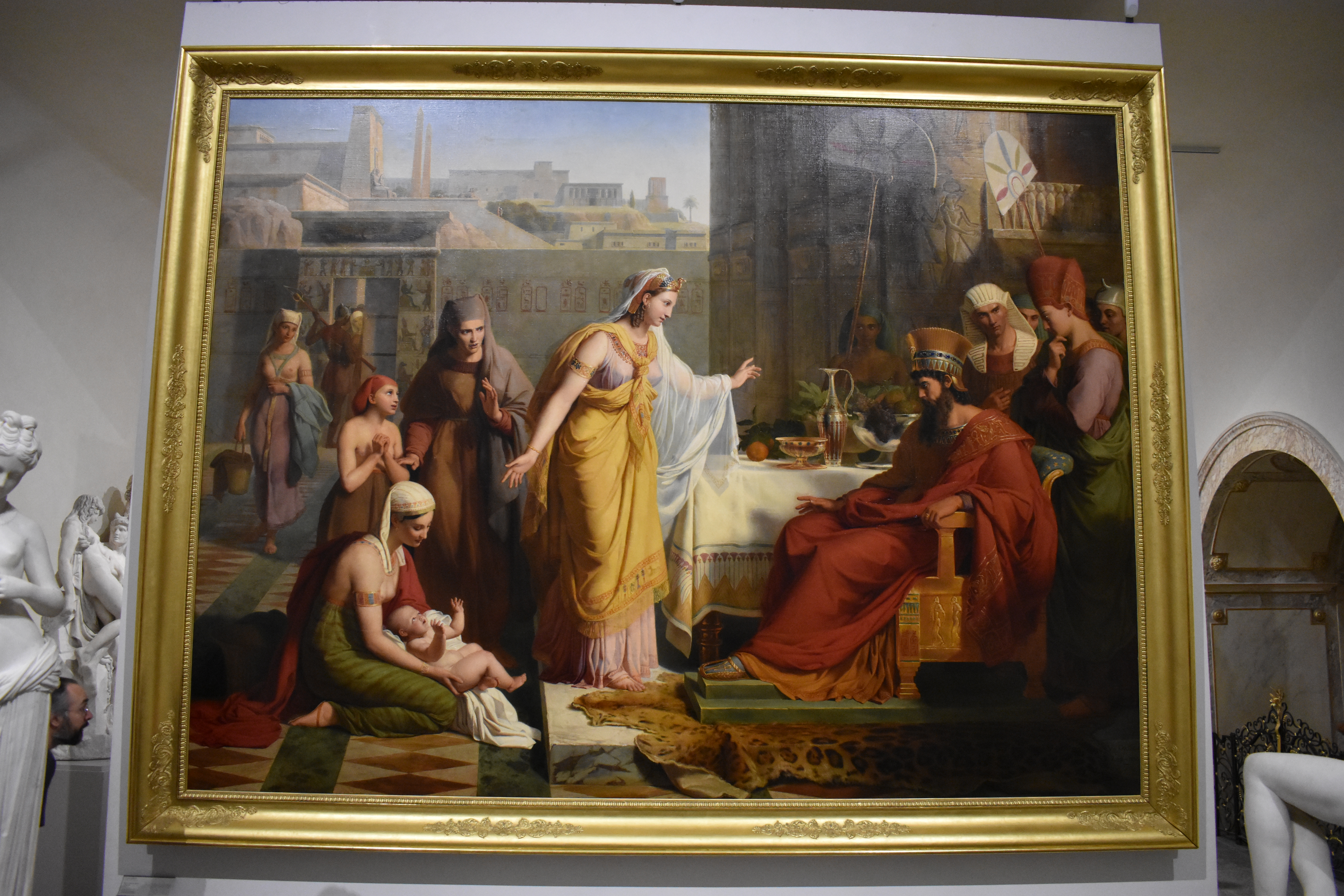
Moïse enfant présenté à Pharaon, 1830, musée des Beaux-Arts de Lyon.
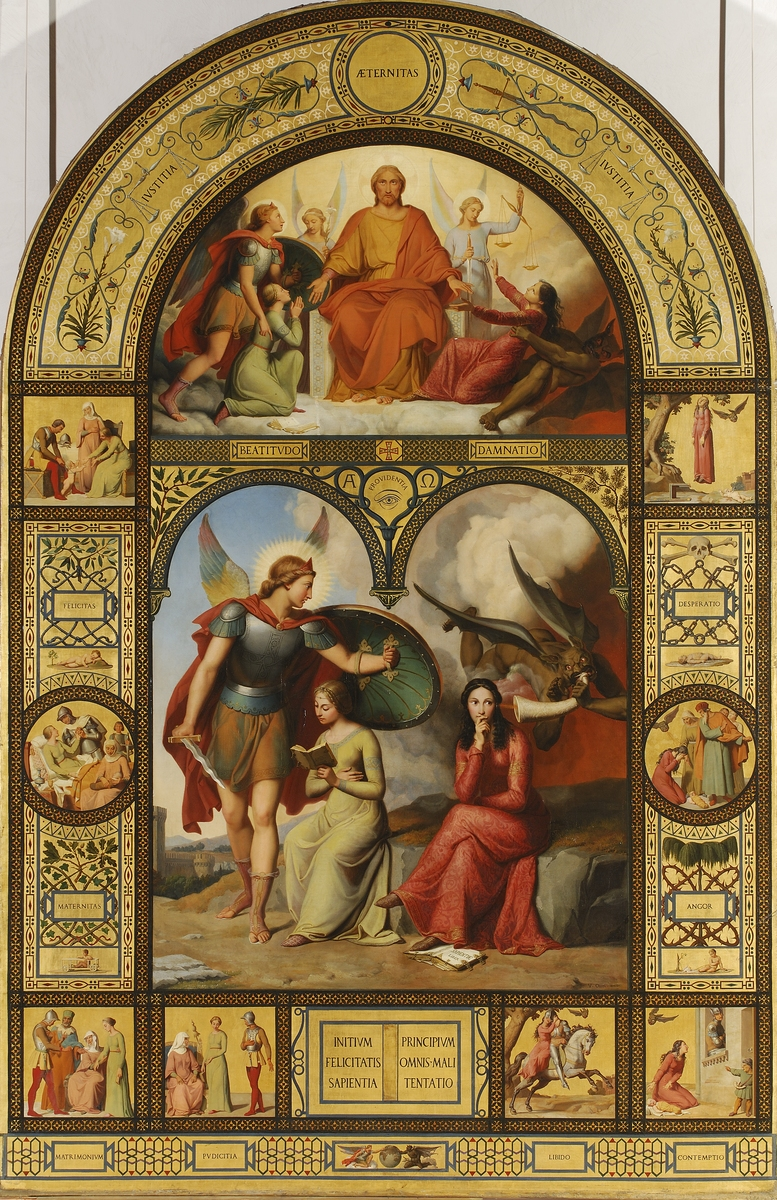
Le Bien et le Mal, 1829-1832, musée des Beaux-Arts de Lyon.